# Soudní lékařství

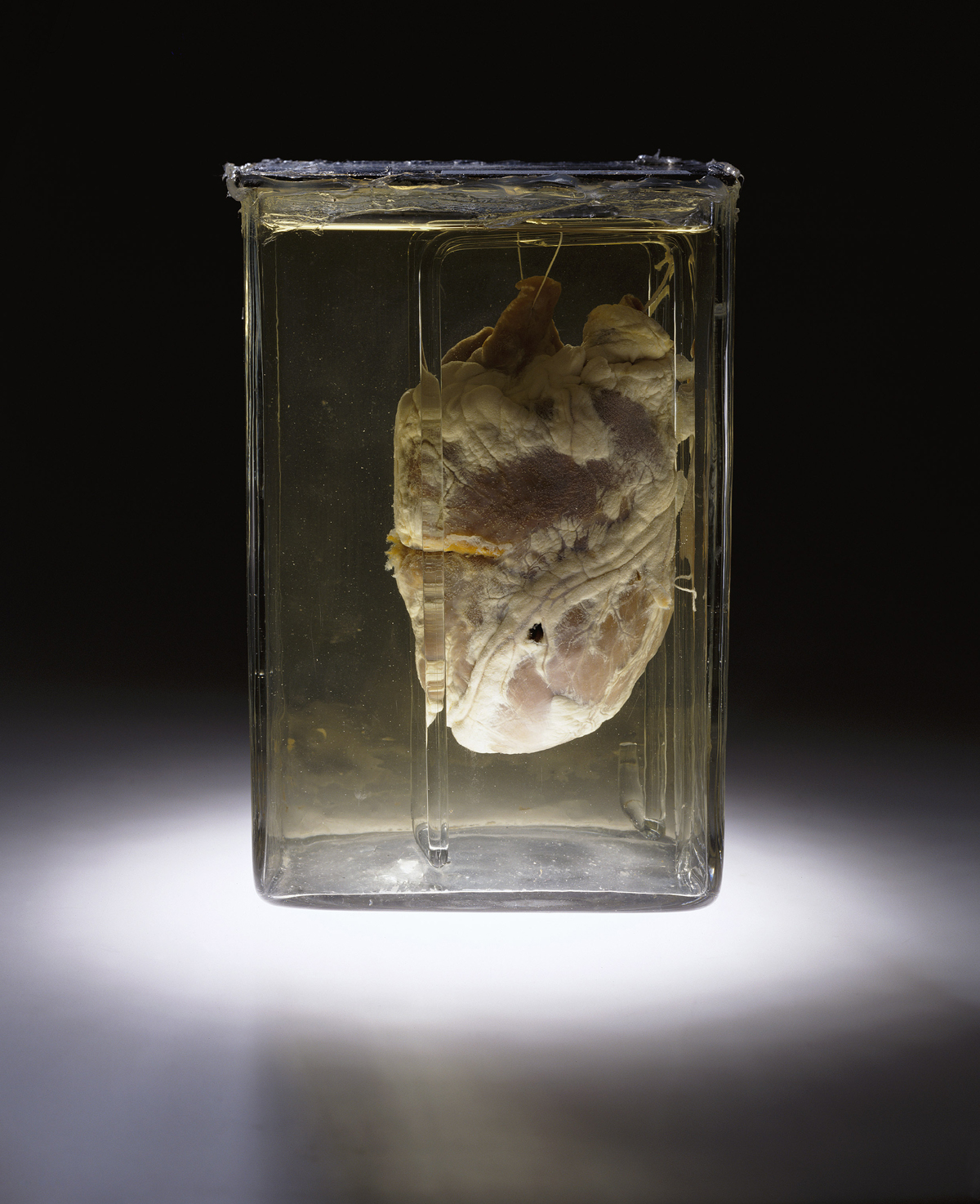
Srdce 26letého muže, perforované střelou, New York, 1937

Soudní lékařství (též soudní patologie nebo forenzní patologie) je lékařský obor podílející se na preventivní péči, především zjišťováním příčin náhlých a neočekávaných úmrtí, vypracováváním zdravotních posudků a některými dalšími činnostmi. Jde o obor na pomezí mezi medicínou a právem.

## Náplň oboru
Ústavy a oddělení soudního lékařství zajišťují především následující úkoly:
- Pitvy v případě náhlých, neočekávaných a násilných úmrtí.
- Pitvy osob, které zemřely mimo zdravotnická zařízení. Legislativně je určena povinnost pitvat zemřelé v důsledku dopravních nehod, průmyslových nehod a u osob, které zemřely ve výkonu trestu.
- Provádění soudem nařízených pitev včetně ohledání ostatků při exhumaci.
- Toxikologická vyšetření ať již pitvaných nebo živých osob. V případě živých osob jde především o stanovení alkoholu v krvi.
- Vyšetření a identifikace biologických stop, zejména pak stop na tělech obětí.
- Soudní lékař často vystupuje v trestním řízení jako znalec. Jeho úkolem je především posuzování mechanizmu úrazových dějů bez ohledu na to, zda vedly k usmrcení poškozeného.
- Posuzování mechanismů zranění u živých osob

## Vzdělávání soudního lékaře

### Vzdělávání v České republice

#### Vzdělání podle vyhlášky č. 361/2010 Sb.
Příprava lékaře na atestaci v oboru Soudní lékařství trvá minimálně pět let. Příprava je rozdělena na dvě části.
První částí je patologický kmen, který je společný s oborem patologie. Patologický kmen trvá nejméně 24 měsíců. Během této doby lékař pracuje pod dohledem a absolvuje následující stáže:
- vnitřní lékařství – 2 měsíce
- chirurgie – 2 měsíce
- ARO – 2 měsíce

Na konci patologického kmene absolvuje týdenní kurz Základy patologie zakončený testem. Test se skládá z histopatologické diagnostiky, vlastního provedení pitvy a testu z teoretických znalostí. Složením testu je lékař oprávněn samostatně provádět pitvy.
Patologický kmen je formálně společný s patologií a je uznatelný pro oba obory. Je předepsáno nejméně 120 pitev a nejméně 2000 gynekologických cytologií, rozdíl mezi přípravou budoucího patologa a budoucího soudního lékaře je spíše v tom, na co je kladen důraz nad rámec minimálních povinností. Pro budoucího soudního lékaře jsou gynekologické cytologie prakticky neužitečné a naopak je pro něj podstatná technická zručnost i zkušenost při provádění pitvy. Patologický kmen pro obor soudní lékařství lze absolvovat i na oddělení soudního lékařství.
Po splnění kmene následuje vlastní specializační vzdělání v oboru soudní lékařství v délce nejméně 36 měsíců. 35 měsíců absolvuje lékař na pracovišti soudního lékařství, z čehož 6 týdnů tvoří předatestační specializační stáž na výukovém pracovišti vyššího typu (v řeči vyhlášky se jedná o akreditované pracoviště II. typu, zkratka AP II). Dále musí lékař strávit nejméně jeden měsíc na oddělení traumatologie a doporučeno je po jednom měsíci na pracovišti zdravotnické záchranné služby a na pracovišti anesteziologie a intenzivní medicíny. Školenec musí absolvovat vzdělávací akce nejméně v rozsahu 20 hodin. Vzdělávání je završeno týdenním kurzem Soudní lékařství, po kterém následuje vlastní atestační zkouška.
Atestační zkouška se skládá z teoretické a z praktické části. V teoretické části zkoušený odpovídá na tři otázky z oboru soudního lékařství a obhajuje písemnou atestační práci. V praktické části zkoušky jednak zkoušený vypracuje posudek podle předložené dokumentace a jednak hodnotí nález vlastního případu na akreditovaném pracovišti.
Atestovaný soudní lékař je oprávněn k samostatné práci. Atestace je nezbytnou podmínkou k zařazení mezi soudní znalce v oboru soudního lékařství.

#### Vzdělávání podle Věstníku Ministerstva zdravotnictví z roku 2005
Příprava lékaře na atestaci v oboru Soudní lékařství trvá minimálně pět let.
Většinu tohoto času tráví lékař na oddělení soudního lékařství, praxe je doplněna jedním měsícem praxe na traumatologii a doporučený je i jeden měsíc u zdravotní záchranné služby a jeden měsíc ARO.
Tímto způsobem v současné době dobíhá vzdělání několika soudních lékařů

#### Vzdělání podle vyhlášky č.72/1971 Sb. a vyhlášky č. 77/1981 Sb.
Podle těchto vyhlášek bylo soudní lékařství nástavbovou specializací pro lékaře s I. atestací (tj. zhruba dnešní patologický kmen) v oboru patologická anatomie.

## Soudní lékařství v České republice
V České republice jsou v současné době následující soudně lékařská pracoviště:
| název pracoviště                                                           | nemocnice                              | město            | typ pracoviště vzhledem k vzdělávání | přednosta/primář                 |
| -------------------------------------------------------------------------- | -------------------------------------- | ---------------- | ------------------------------------ | -------------------------------- |
| Ústav soudního lékařství a toxikologie                                     | Všeobecná fakultní nemocnice v Praze   | Praha            | AP II. typu                          | doc. RNDr. Radomír Čabala, Dr.   |
| Ústav soudního lékařství                                                   | Fakultní nemocnice Královské Vinohrady | Praha            | AP II. typu                          | MUDr. Jiří Hladík                |
| Ústav soudního lékařství 2. lékařské fakulty a Oddělení soudního lékařství | Nemocnice Na Bulovce                   | Praha            | AP II. typu                          | MUDr. Petr Tomášek               |
| Vojenský ústav soudního lékařství                                          | Ústřední vojenská nemocnice            | Praha            | AP I. typu                           | MUDr. Václav Horák, MBA          |
| Soudnělékařské oddělení                                                    | Nemocnice České Budějovice             | České Budějovice | AP I. typu                           | MUDr. Eva Tomášková              |
| Ústav soudního lékařství                                                   | Fakultní nemocnice Hradec Králové      | Hradec Králové   | AP II. typu                          | prof. MUDr. Petr Hejna, Ph.D.    |
| Ústav soudního lékařství                                                   | Fakultní nemocnice Plzeň               | Plzeň            | AP II. typu                          | MUDr. et MUDr. Miroslav Dvořák   |
| Ústav soudního lékařství                                                   | Fakultní nemocnice U Svaté Anny        | Brno             | AP II. typu                          | MUDr. Mgr. Tomáš Vojtíšek, Ph.D. |
| Ústav soudního lékařství a medicínského práva                              | Fakultní nemocnice Olomouc             | Olomouc          | AP II. typu                          | doc. RNDr. Peter Ondra, CSc.     |
| Ústav soudního lékařství                                                   | Fakultní nemocnice Ostrava             | Ostrava          | AP II. typu                          | MUDr. Petr Handlos, Ph.D.        |
| Oddělení soudního lékařství a toxikologie                                  | Masarykova nemocnice Ústí n/L          | Ústí n/L         | AP I. typu                           | MUDr. Andrea Vlčková             |
| Oddělení soudního lékařství                                                | Pardubická krajská nemocnice           | Pardubice        | AP I. typu                           | MUDr. Petr Baláž                 |
| Oddělení soudního lékařství a toxikologie                                  | Nemocnice Sokolov                      | Sokolov          | AP I. typu                           | MUDr. Tereza Balcarová           |
| Oddělení soudního lékařství                                                | Krajská nemocnice Liberec              | Liberec          | není AP                              | MUDr. MVDr. Tomáš Adámek         |

V minulosti existovala na území ČR i tato další pracoviště:
- Ústav soudního lékařství ZZS hlavního města Prahy
- Patologie a ordinariát soudního lékařství nemocnice Jablonec nad Nisou (od 1. února 2015 již pouze patologie).

## Hraniční obory

### Patologická anatomie
Patologická anatomie (patologie) je obor, ze kterého soudní lékařství vychází. Na rozdíl od soudního lékařství je posláním patologické anatomie spíše činnost kontrolní (pitvy zemřelých ve zdravotnických zařízeních) a především diagnostická (histopatologická diagnostika). V minulosti bylo soudní lékařství oborem II. atestace pro lékaře s I. atestací z oboru patologická anatomie, nyní je soudní lékařství samostatným oborem, ovšem s patologií sdílí patologický kmen.

### Toxikologie
Toxikologie je chemický obor zabývající se studiem jedů. Pro soudní lékařství je důležité zejména studium detekovatelných změn organismu při otravě a průkaz jedů ve tkáních zemřelého.

### Forenzní antropologie
Forenzní antropologie je oborem biologické (fyzické) antropologie, který se zabývá studiem ostatků pro potřeby orgánů činných v trestním řízení. Na rozdíl od soudního lékaře je antropolog fundován např. k posouzení etnika zemřelého. V ČR je arbitrální hranicí působnosti soudního lékařství a forenzní antropologie přítomnost zbytků měkkých tkání na ostatcích.
Forenzní antropologii se věnují pracoviště nezávislá na ústavech soudního lékařství, např. Kriminalistický ústav, Ústav antropologie PřF MU nebo Katedra antropologie a genetiky člověka PřF UK.

### Forenzní biologie
Forenzní biologie se zabývá vyhledáváním a analýzou biologických stop. Soudní lékař zajišťuje mj. i biologické stopy na těle mrtvého.

### Kriminalistická balistika
Kriminalistická balistika je oborem balistiky zabývající se studiem střelných zbraní pro potřeby kriminalistiky. Soudní lékař pro potřeby balistika popisuje chování případného projektilu v těle a pokud dojde k uvíznutí projektilu v těle, předává jej balistikovi.

### Forenzní biomechanika
Forenzní biomechanika je hraniční obor mezi mechanikou, antropologií a forenzními vědami. Zabývá se aplikací biomechanických stop pro potřeby kriminalistické praxe. Se soudním lékařstvím hraničí při analýze stop interakce člověka s okolím.